# Lymantria finitorum
Lymantria finitorum är en fjärilsart som beskrevs av Collenette 1931. Lymantria finitorum ingår i släktet Lymantria och familjen tofsspinnare. Inga underarter finns listade i Catalogue of Life.